# Data Protection Manager
Der Data Protection Manager ist eine cloud-basierte Software-as-a-Service (SaaS) Lösung von PricewaterhouseCoopers (PwC), die Unternehmen bei der Einhaltung der Datenschutz-Grundverordnung (DSGVO) unterstützt.

## Funktion
Durch die DSGVO hat der Grundsatz der Rechenschaftspflicht an Bedeutung gewonnen. Der Data Protection Manager soll die Datenschutzverantwortlichen in Unternehmen bei der Umsetzung und Einhaltung der neuen Datenschutz-Grundverordnung entlasten und darüber hinaus Risiken identifizieren und reduzieren. Dies geschieht über Fragebögen, in welchen personenbezogene Daten aus ihren datenschutzrelevanten Prozessen und Anwendungen eingeben werden. Neben der Online-Version kommt auch ein auf Excel basierender Offline-Fragebogen zum Einsatz. Die Software stellt die erfassten Prozesse automatisiert als Verzeichnis von Verarbeitungstätigkeiten und in der Datenflusslandkarte dar.
Zu den weiteren Funktionen gehören u. a. Data Mapping, Datenflussmanagement, Datenverstoßmanagement, Datenschutzfolgenabschätzung, Datenverarbeitungsmanagement und ein Training. Zentral kommen dabei Fragebögen zum Einsatz, mit deren Hilfe die zuständigen Mitarbeiter Informationen über personenbezogene Daten aus ihren Prozessen und Anwendungen eingeben können.